# Pathomchai Seaisakul
Pathomchai Seaisakul (thailändisch เอกลักษณ์ ทองกริต, * 10. Oktober 1988 in Chainat) ist ein thailändischer Fußballspieler.

## Karriere
Pathomchai Seaisakul unterschrieb seinen ersten Vertrag beim Drittligisten North Bangkok University FC. Nach 28 Spielen und fünf Toren wechselte er 2014 zum Zweitligisten Trat FC. Nach nur einem Jahr unterschrieb er beim damaligen Erstligisten Saraburi FC einen Vertrag. 2016 verpflichtete ihn der in Ratchaburi beheimatete Erstligist Ratchaburi Mitr Phol. Nach 188 Ligaspielen gab Sueasakul im Sommer seinen Abschied aus Ratchaburi bekannt. Im Juni 2023 unterschrieb er einen Vertrag beim ebenfalls in der ersten Liga spielenden PT Prachuap FC. Nach 18 Ligaspielen wechselte er im Dezember 2024 auf Leihbasis zum Zweitligisten Chonburi FC. Am Ende der Saison 2024/25 feierte er mit Chonburi die Zweitligameisterschaft sowie den Aufstieg in die erste Liga.

## Erfolge
Ratchaburi Mitr Phol FC
- Thailändischer Pokalfinalist: 2019

Chonburi FC
- Thailändischer Zweitligameister: 2024/25  ▲